# Peter Blau
Peter Michael Blau (Viena, 7 de febrero de 1918 - Nueva York, 12 de marzo de 2002) fue un sociólogo y teórico estadounidense. 

## Biografía
Nacido en Viena, Austria, emigró a los Estados Unidos en 1939. Obtuvo su doctorado en la Universidad de Columbia en 1952, y fue instructor en la Universidad Estatal de Wayne en Detroit, Míchigan, desde 1949 a 1951, antes de pasar a dar clases en la Universidad de Chicago desde 1953 hasta 1970. En 1970 regresó a la Universidad de Columbia, donde continuó enseñando hasta 1988. 
De 1988 a 2000 enseñó como profesor emérito de la Universidad de Carolina del Norte, Chapel Hill, en el mismo departamento que su esposa, Judith Blau. Su especialidad sociológica era en las estructuras organizativas y sociales, en particular la burocracia. 
Produjo teorías con muchas aplicaciones dentro de los fenómenos sociales, incluida la movilidad ascendente, oportunidad de trabajo, la heterogeneidad, y cómo las estructuras de población pueden influir en el comportamiento humano. También fue el primero en trazar la gran variedad de fuerzas sociales, apodado "espacio Blau" por Miller McPherson. El "espacio Blau" se sigue utilizando como guía por los sociólogos y se ha ampliado para incluir las áreas de la sociología que no fueron específicamente por Blau. En 1974 Blau se desempeñó como presidente de la Asociación Americana de Sociología.

## Obras
- Bureaucracy in Modern Society (1956)
- A Theory of Social Integration, "The American Journal of Sociology", Vol. LXV, No. 6, p. 545, (May 1960)
- Con Richard Scott: Formal organizations, San Francisco, (1962)
- Exchange and Power in Social Life, (1964)
- The American Occupational Structure, (1967)
- A Formal Theory of Differentiation in Organizations, (1970)
- On the Nature of Organizations (1974)
- Approaches to the Study of Social Structure, (editor). New York: The Free Press A Division of Macmillan Publishing Co., Inc. (1975)
- Inequality and Heterogeneity : a primitive theory of social structure , (1977)
- Crosscutting Social Circles: Testing a Macrostructural Theory of Intergroup Relations, con Joseph E. Schwartz (1984)